# Lindholm (Østersøen)
Lindholm es una pequeña isla perteneciente a Dinamarca, situada al sur de la isla de Lolland, en el mar Báltico. La isla ocupa una superficie de 0,11 km², y su punto más alto se encuentra a 2 m s. n. m. La isla se encuentra deshabitada desde 1997.
- Datos: Q11689196